# Tavisuplebis moedani
Tavisuplebis moedani (på svenska: Frihetstorget; georgiska: თავისუფლების მოედანი; uttalas tʰavisupʰlɛbis mɔɛdani), tidigare känt som Erivan- eller Jerivanskajatorget (georgiska: ერევანსკი მოედანი, Erivanski moedani; ryska: Эриванская площадь, Jerivanskaja plosjtjad) under Ryska imperiet och som Lenintorget (Leninis moedani) under Sovjetunionen, är ett torg beläget i centrala Tbilisi vid den östra änden av Rustaveliavenyn.
Torget uppkallades ursprungligen efter den ryske fältmarskalken Ivan Paskevitj, greve av Jerevan, som var den som erövrade Erivan (dagens Jerevan) till det ryska imperiet. Under sovjettiden fick torget ta namn efter både Lavrenti Beria och Vladimir Lenin.
Frihetstorget var skådeplats för det stora bankrånet i Tiflis 1907. Sedan dess har flera stora demonstrationer anordnats vid torget, däribland för Georgiens självständighet (från Sovjet) och Rosenrevolutionen år 2003. År 2005 kom USA:s president George W. Bush på besök till Tbilisi där han tillsammans med Georgiens president Micheil Saakasjvili inför en publik på omkring 100 000 personer markerade 60-årsdagen sedan det andra världskrigets slut. Under tillställningen kastade georgier-armeniern Vladimir Arutiunjan i ett misslyckat mordförsök en osäkrad granat mot president Bush medan denne höll ett tal. Arutiunjan fälldes och dömdes senare till livstids fängelse. 
I anslutning till torget finns en tunnelbanestation i Tbilisis tunnelbanesystem med samma namn som torget. Vid torget reser sig Tbilisis frihetsmonument som är tillägnat landets självständighet. Vid torget är även Tbilisis rådhus beläget.